# Derby calcistici nei Paesi Bassi
Questa è una lista dei principali derby calcistici nei Paesi Bassi.
- Amsterdamse Derby: Ajax (Sudest) vs FC Blauw-Wit (Sudovest) vs. DWS (Ovest) vs. De Volewijckers (Nord)
- Betuwse Derby: FC Lienden-SV TEC
- Brabantse Derby:
  - (Grote) Brabantse Derby: PSV-NAC Breda[1]
  - (Midden-)Brabantse Derby: Willem II-RKC Waalwijk[2]
  - (Noordoost-)Brabantse Derby: FC Oss-FC Den Bosch[3]
  - (West-)Brabantse Derby: Willem II-NAC Breda[4]
  - (Zuidoost-) Brabantse Derby: FC Eindhoven-Helmond Sport
- De Klassieker: Ajax-Feyenoord[5]
- De Topper: Ajax-PSV[5]
- De Kraker: PSV-Feyenoord[5]
- Derby van het Noorden: FC Groningen-SC Heerenveen[6]
- Derby van het Zuiden: MVV Maastricht-Fortuna Sittard[7]
- Dorpsderby: IJsselmeervogels-SV Spakenburg[8]
- Drents-Groningse Derby II– FC Groningen-FC Emmen[9]
- Friese Derby: SC Heerenveen-SC Cambuur[10]
  - (Grote)Noord-Hollandse Derby: Ajax-AZ[11]
- Rijnmondderby: FC Dordrecht-Feyenoord/Sparta Rotterdam/Excelsior
- Rotterdamse Derby: Feyenoord (Sud) vs. Sparta Rotterdam (Ovest vs. Excelsior (Est) vs. Xerxes (Nord)
- Zuid-Hollandse Derby: Feyenoord-ADO Den Haag[12]
- (Kleine)Noord-Hollandse Derby: FC Volendam/Telstar-Ajax/AZ
- Gelderse Derby: Vitesse-N.E.C.[13]/De Graafschap[14]
- Vissersderby: FC Volendam-Telstar
- Hofstad vs. Hoofdstad: ADO Den Haag-Ajax[15]
- IJsselderby: PEC Zwolle-Go Ahead Eagles[16]
- Katwijk Derby: Quick Boys-VV Katwijk[17]
- Overijsselse Derby: PEC Zwolle-FC Twente/Heracles Almelo[18]
- Lichtstad Derby: PSV-FC Eindhoven[19]
- Noord-Hollandse Derby: Ajax vs. AZ vs. Telstar vs. FC Volendam[11]
- Overijsselse Derby: PEC Zwolle-FC Twente[18]
- Twentse Derby: Heracles Almelo-FC Twente[20]
- Zuid-Hollandse Derby: Feyenoord vs. ADO Den Haag vs. SVV vs. FC Dordrecht[12]
- Gelderse Derby:
  - (Grote)Gelderse Derby: Vitesse-N.E.C.[13]
  - (Kleine)Gelderse Derby: De Graafschap-Vitesse/N.E.C.[14]
- Lichtstadderby: PSV-FC Eindhoven[19]
- Derby tussen Noord- en Zuid-Limburg: VVV-Venlo-MVV Maastricht/Fortuna Sittard/Roda JC Kerkrade
- Derby van het Zuiden: MVV Maastricht-Fortuna Sittard[7]
- Markermeer Derby:
  - Almere City FC-SC Telstar[21]
    - Markermeerderby: Almere City FC-FC Volendam[22]
- Limburgse Derby:
  - Roda JC-VVV-Venlo[23]
  - Roda JC Kerkrade-MVV Maastricht[24]
  - Mijnstreekderby: Roda JC Kerkrade-Fortuna Sittard[25]